# Carlos Ansaldo
Pour les articles homonymes, voir Ansaldo (homonymie).
Carlos Ansaldo, né le 7 octobre 1926 à Santiago et mort le 23 avril 2013 à Viña del Mar, est un journaliste chilien.
Journaliste au quotidien La Únion de Valparaiso de 1949 à 1959, il est nommé directeur des relations publiques et du tourisme de la municipalité de Viña del Mar en 1958. À ce titre, il est chargé par le maire, Gustavo Lorca, de fonder un festival de chanson. En 1960, la première édition du Festival de Viña del Mar est lancée. Ansaldo en est le directeur de 1960 à 1977, puis de 1980 à 1990.  